# Júnior Santos (Fußballspieler, 1985)
Natanael de Sousa Santos Júnior, auch einfach nur Júnior Santos (* 25. Dezember 1985 in Mortugaba) ist ein ehemaliger brasilianischer Fußballspieler.

## Karriere
Júnior Santos spielte von 2008 bis 2009 bei den brasilianischen Vereinen Londrina EC, Cascavel CR und AA Santa Rita. 2010 wechselte er nach Asien. Hier unterschrieb er in Südkorea einen Vertrag bei Jeju United. Das Fußballfranchise aus Jeju spielte in der höchsten Liga des Landes, der K League 1. 2010 wurde er mit Jeju Vizemeister. Bis Ende 2012 spielte er 88-mal für Jeju United und schoss dabei vierzig Tore. 2013 zog es ihn nach China. Hier nahm ihn Wuhan Zall unter Vertrag. Bis Mitte 2013 spielte er für den Klub aus Wuhan dreizeihnmal in der ersten Liga, der Chinese Super League. Nach nur sechs Monaten ging er wieder zurück nach Südkorea. Der Erstligist Suwon Samsung Bluewings aus Suwon nahm ihn bis Ende 2017 unter Vertrag. 2014 und 2015 wurde er mit den Bluewings Vizemeister. Den Korean FA Cup gewann er 2016. Hier besiegte man in den Finalspielen den FC Seoul. In der Saison 2014 wurde er mit 14 Toren Torschützenkönig der ersten Liga. 2018 ging er wieder in seine Heimat. Hier schloss er sich Chapecoense aus Chapecó an. Ende 2018 wurde sein Vertrag nicht verlängert. Wo er 2019 gespielt hat, ist unbekannt. 2020 2020 spielte er für CS Esportivo. Ende Dezember 2020 beendete er seine Karriere als Fußballspieler.

## Erfolge
Suwon Samsung Bluewings
- Korean FA Cup: 2016

## Auszeichnungen
- K League Classic: Torschützenkönig 2014 (14 Tore/Suwon Samsung Bluewings)